# لوسر (هلند)
لوسر (به هلندی: Losser) یک شهرستان در هلند است که در افریسل واقع شده‌است. لوسر ۳۵ متر بالاتر از سطح دریا واقع شده‌است.

## نگارخانه

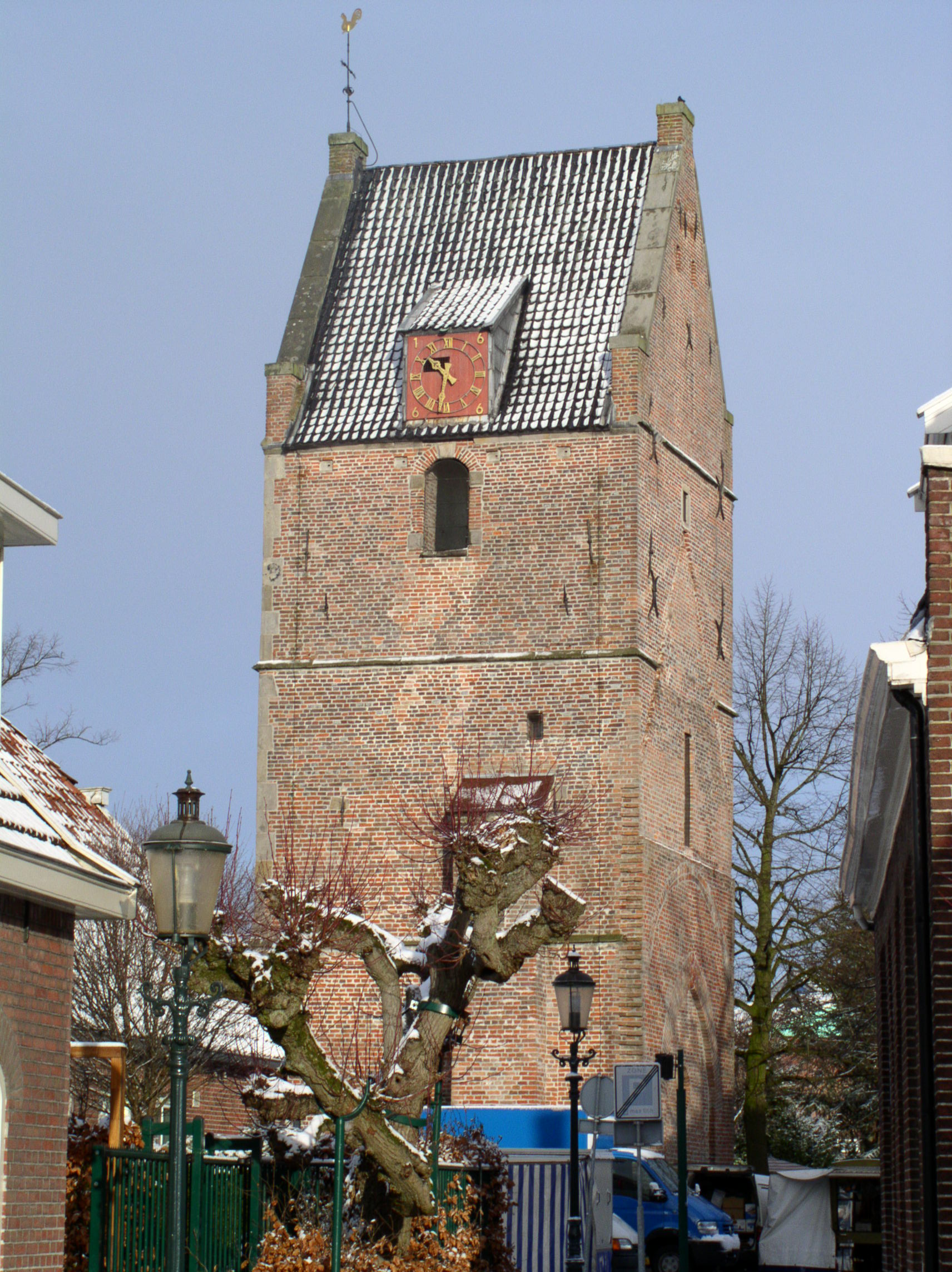
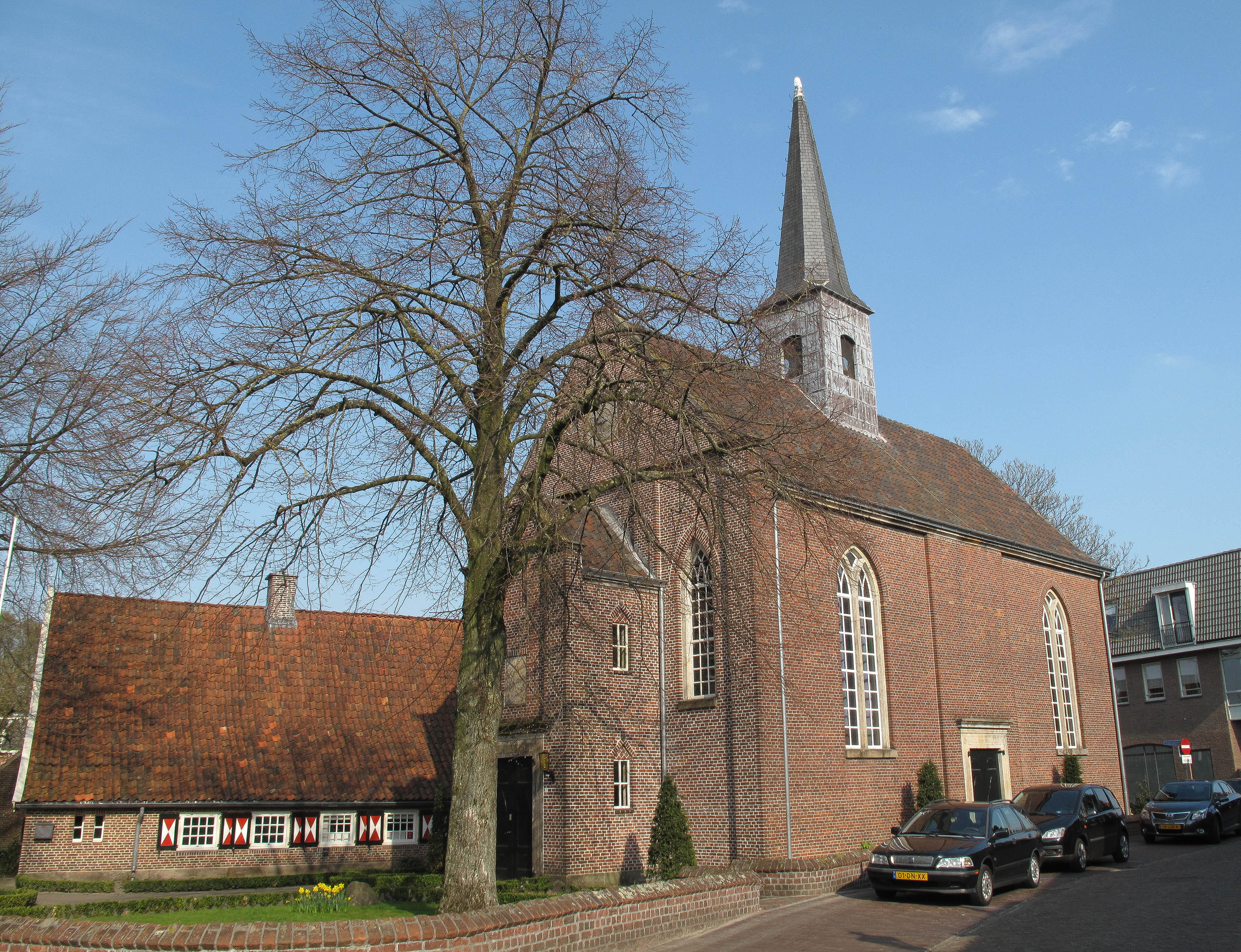
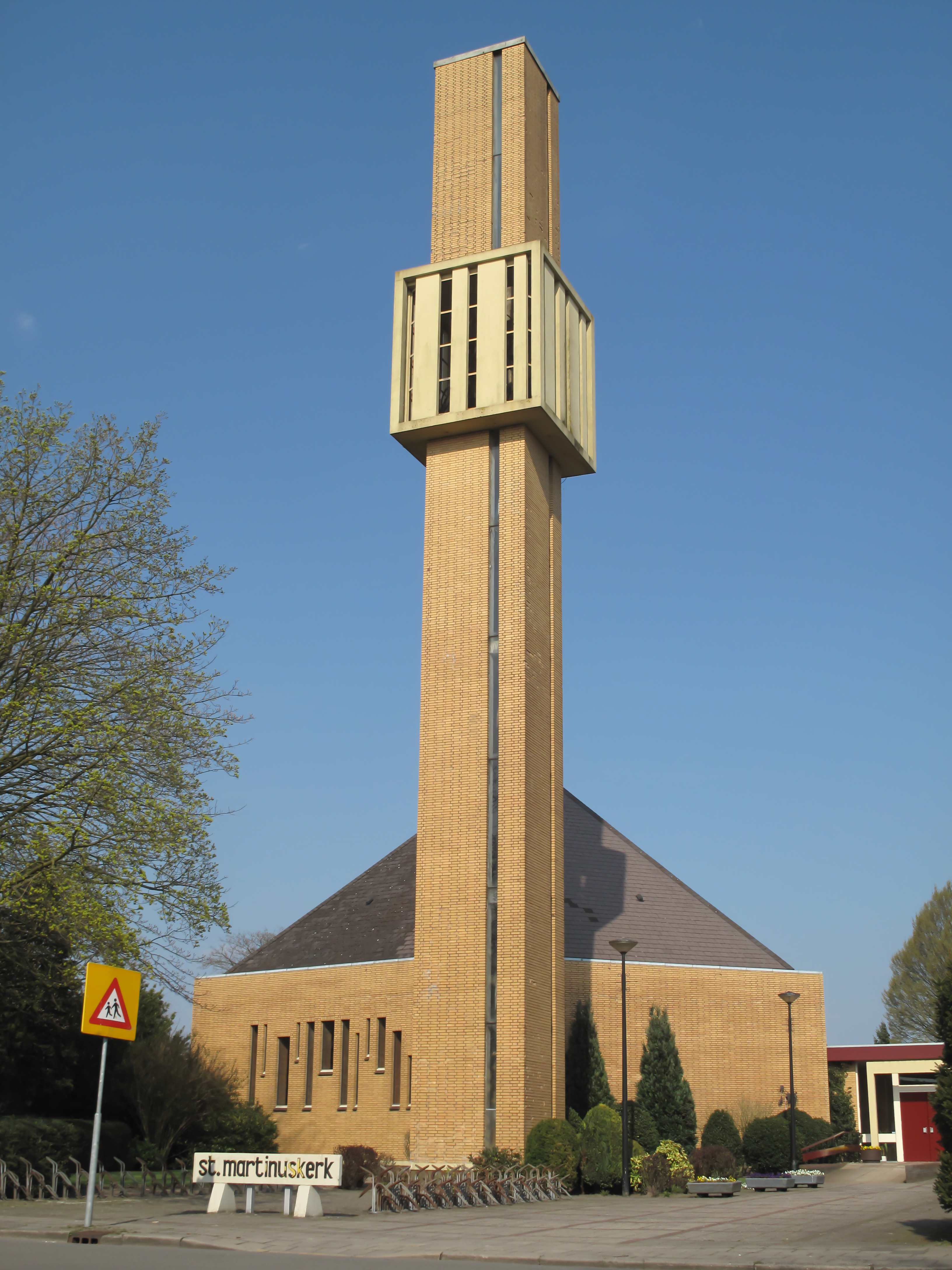